# 133552 Itting-Enke
133552 Itting-Enke este un asteroid din centura principală de asteroizi.

## Descriere
133552 Itting-Enke este un asteroid din centura principală de asteroizi. A fost descoperit pe 16 octombrie 2003 la Mulheim-Ruhr la observatorul Turtle Star. Asteroidul prezintă o orbită caracterizată de o semiaxă mare de 3,18 ua, o excentricitate de 0,11 și o înclinație de 17,1° în raport cu ecliptica.